# Penicillium griseofulvum
Penicillium griseofulvum Dierckx – gatunek grzybów z klasy Eurotiomycetes. Mikroskopijny grzyb strzępkowy używany do wytwarzania środka grzybobójczego o nazwie gryzeofulwina.

## Systematyka i nazewnictwo
Pozycja w klasyfikacji według Index Fungorum: Penicillium, Aspergillaceae, Eurotiales, Eurotiomycetidae, Eurotiomycetes, Pezizomycotina, Ascomycota, Fungi.
Po raz pierwszy opisał go w 1901 roku R.P. Dierckx. Podano jego neotyp. Synonim: Penicillium urticae Bainier 1907.

## Morfologia i rozwój
Kolonie na CZ ograniczone, wiązkowate, czasami z kłaczkowatym nalotem, matowozielone do szarozielonych. Zwykle występuje wysięk od przejrzystego do bladożółtego, czasami wytwarzany jest rozpuszczalny, czerwonobrązowy pigment. Rewers kolonii pomarańczowobrązowy do czerwonobrązowego. Konidiogeneza umiarkowana do silnej. Penicillusy czterookółkowe lub trzyokółkowe. Konidiofory gładkie do zdecydowanie szorstkich, kręte, o długości 400–500 µm. Metule rozbieżne, o długości 7–10 µm. Fialidy wyjątkowo krótkie, gęsto upakowane, o długości 4,5–6,0 µm. Konidia o średnicy 2–2,5 µm, prawie kuliste do eliptycznych, gładkie.

## Występowanie i siedlisko
Penicillium griseofulvum występuje na wszystkich kontynentach poza Antarktydą. W Polsce stwierdzono występowanie tego gatunku w glebie i na korzeniach i nasionach roślin. Jest to wszechobecny grzyb glebowy, ale występuje także na rozkładającej się roślinności, nasionach, zbożach, żywności i paszach. Czasami także grzyb chorobotwórczy; u ptaków powoduje penicyliozę, związany jest także z zespołem drżenia u owiec i świń.